# Maryan Synakowski
Maryan Synakowski (ur. 14 marca 1936 w Calonne-Ricouart, zm. 25 stycznia 2021) – francuski piłkarz pochodzenia polskiego grający na pozycji obrońcy.

## Kariera klubowa
W latach 1954–1956 grał w Olympique Saint-Quentin. W 1956 trafił do CS Sedan, z którym dwukrotnie wygrał Puchar Francji: w sezonie 1955/1956 (nie grał w meczu finałowym) i 1960/1961. W 1963 przeszedł do Stade Français, a w 1965 został zawodnikiem Royale Union Saint-Gilloise. W 1967 trafił do Stade de Reims, a w 1969 wrócił do CS Sedan, w którym w 1971 zakończył karierę.

## Kariera reprezentacyjna
W latach 1961–1965 rozegrał 13 meczów w reprezentacji Francji.

## Osiągnięcia
- Puchar Francji (2): 1955/1956, 1960/1961